# ژوراسیک بارک
الگو:Infobox Futurama episode
ژوراسیک بارک (انگلیسی: Jurassic Bark) هفتمین قسمت از فصل چهارم سریال انیمیشن آمریکایی فوتوراما و به‌طور کلی شصت و یکمین قسمت از این مجموعه است. اولین بار در ۱۷ نوامبر ۲۰۰۲ از شبکه فاکس در ایالات متحده پخش شد.
یک انیمیشن کمدی آمریکایی است که توسط مت گرونینگ و دیوید ایکس کوهن ساخته شده‌است. در سال ۳۰۰۰، یک انسان قرن بیستم که در سال ۱۹۹۹ منجمد شده بود، بیدار می‌شود تا خود را در آینده بیابد، جایی که او دوستان جدیدی پیدا می‌کند.